# Чернобыльский шлях
Черно́быльский шлях (Чернобыльский путь) (бел. Чарно́быльскі шлях) — ежегодное шествие белорусов 26 апреля, приуроченное к годовщине аварии на Чернобыльской АЭС (ЧАЭС) в 1986 году. Впервые прошёл в 1989 году.

## История

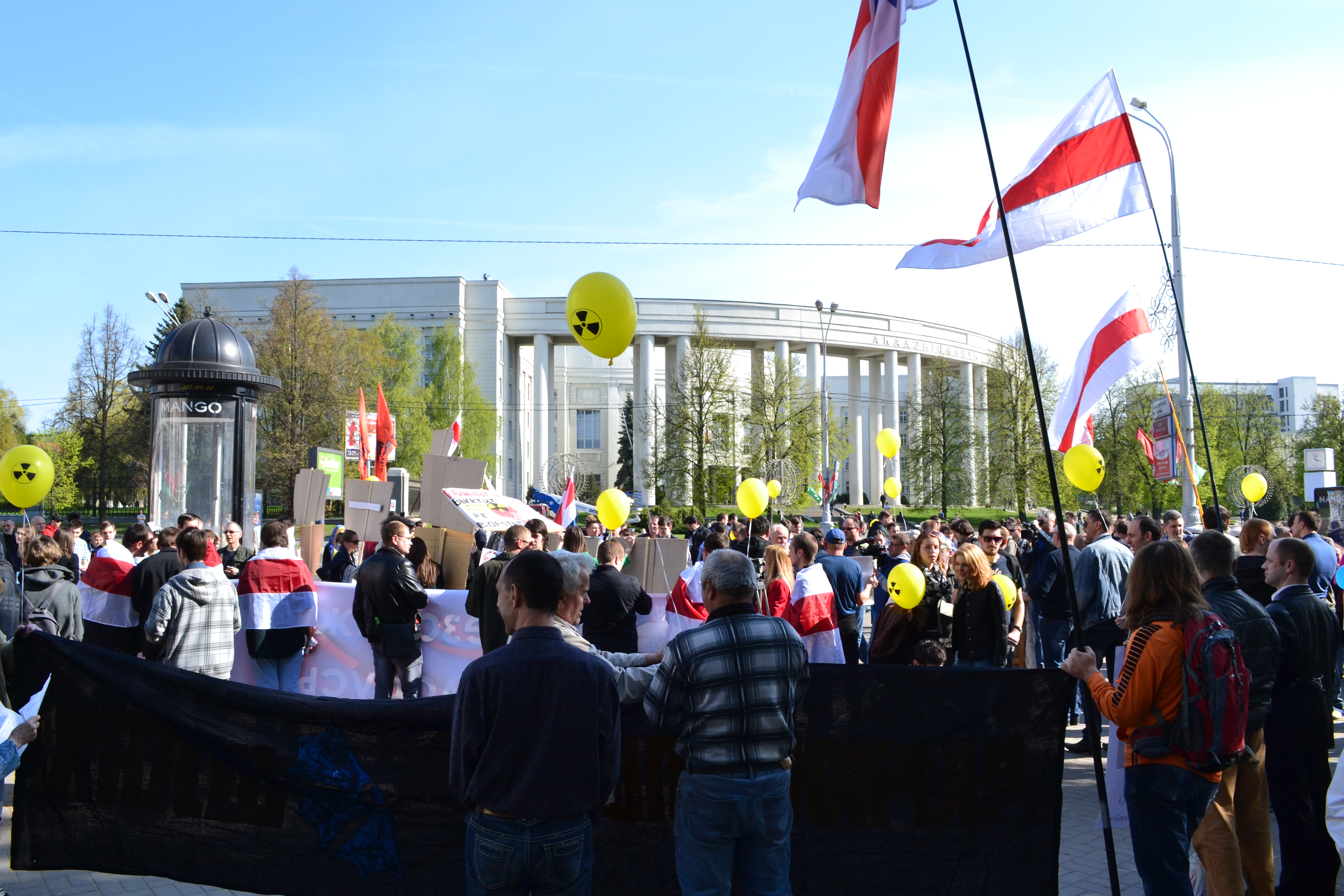
Чернобыльский шлях-2014

30 сентября 1989 года в Минске произошло несанкционированное шествие и митинг «Чернобыльский Шлях», организованный по инициативе БНФ. Советские власти Белорусской ССР назначили на этот день субботник, но в мероприятии приняли участие около 30 тысяч человек, которые прошли от Минского часового завода через центр города и провели митинг на тогдашней площади имени Владимира Ленина (сегодняшняя площадь Независимости).
В период с 1990 до 1995 годы акции, посвящённые годовщине аварии на ЧАЭС, не проводились.

### 1996
26 апреля 1996 года в Минске состоялся первый в годы правления Лукашенко «Чернобыльский шлях», приуроченный к 10-летию аварии на ЧАЭС. Организаторы акции устроили шествие по проспекту Скорины (теперь Независимости), в нём принимало участие более 50 тысяч человек. На акции выступал лидер БНФ Зенон Позняк. Столкновения с ОМОНовцами начались из-за того, что кордоны ОМОНа преградили дорогу митингующим. В ответ на это демонстранты перевернули машины милиции и попытались прорвать кордоны. В результате шествие было разогнано действиями ОМОНа. Среди арестованных были активисты БНФ — Юрий Ходыка, Лявон Борщевский, Вячеслав Сивчик, Винцук Вечёрко, журналисты Олег Тризно, Владимир Дюба.

### 1997
26 апреля 1997 года в Минске прошла акция «Чернобыльский шлях», приуроченный к 11-летию аварии на ЧАЭС. Колонну возглавляли два священника с иконой, а также колокол печали. Кроме бело-красно-белых флагов была представлена символика Евросоюза, чёрные транспаранты с перечислением мест, наиболее пострадавших от катастрофы, а также знамёна профсоюзных организаций. В начале движения колонны за акцией лично наблюдал Михаил Мясникович, который в то время был главой Администрации президента. Как только демонстранты стали приближаться к нему, он умчался на белой «Вольво». На подходе к площади Победы был замечен один из главных нынешних идеологов Всеволод Янчевский, который в 1997-м возглавлял движение «Прямое действие». После нескольких оскорбительных выкриков в его адрес он также скрылся. Митингующие шли до Дворца спорта. По ходу шествия митингующие дарили цветы милиционерам. Там закончился митинг. Милиция задержала восемь человек. Всего в акции участвовало около 25 тысяч человек.

### 1998
Для акции на 26 апреля 1998 года были сделаны специальные костюмы — десять человек в голове колонны изображали графитовые стержни. За ними несли чучело сороконожки, на котором была написана известная цитата Александра Лукашенко: «Я свой народ за цивилизованным миром не поведу». А в самом начале колонны шли дети. Представители Антифашистского молодёжного действия из Москвы несли транспарант «Жыве Беларусь! Лукашэнку капут». В акции участвовало примерно 15 тысяч человек. После акции милиция задержала российских активистов, применяя физическую силу и избиения. После доставки в РОВД их поместили в спецприёмник. На следующий день их неожиданно завезли на вокзал, и вооружённая охрана сопровождала москвичей до границы с Россией.

### 1999
В 1999 году акция на Чернобыльский шлях состоялась 25 апреля. За несколько часов до начала митинга было задержано множество демонстрантов, идущих на место его проведения. Состоялось от площади Якуба Коласа и до Дворца спорта. Накануне акции была конфискована звукоусиливающая аппаратура. Митингующие требовали отставки президента и несли плакаты с призывами не вступать в союз с Югославией, не строить в Белоруссии атомную электростанцию. Было задержано около десятка активистов «Молодого фронта».

### 2000
Мингорисполком запретил проведение акции от площади Якуба Коласа до площади Независимости и разрешил лишь проведение митинга на площади Бангалор. Такой вариант не устраивал оргкомитет, поэтому власти предложили «компромисс»: шествие возможно, но с площади Коласа до площади Бангалор.На акции 26 апреля 2000 года присутствовали и. о. министра внутренних дел Михаил Удовиченков, начальник минской милиции Борис Тарлецкий и зампред горисполкома Виктор Чикин. Число участников — около 30 тысяч. Когда основная колонна покидала площадь Якуба Коласа, внезапно появились люди в чёрном, которые избили десятки оставшихся демонстрантов. Кроме того, были задержаны микроавтобусы со звукоусиливающей аппаратурой, транспарантами и находившимся там людьми.

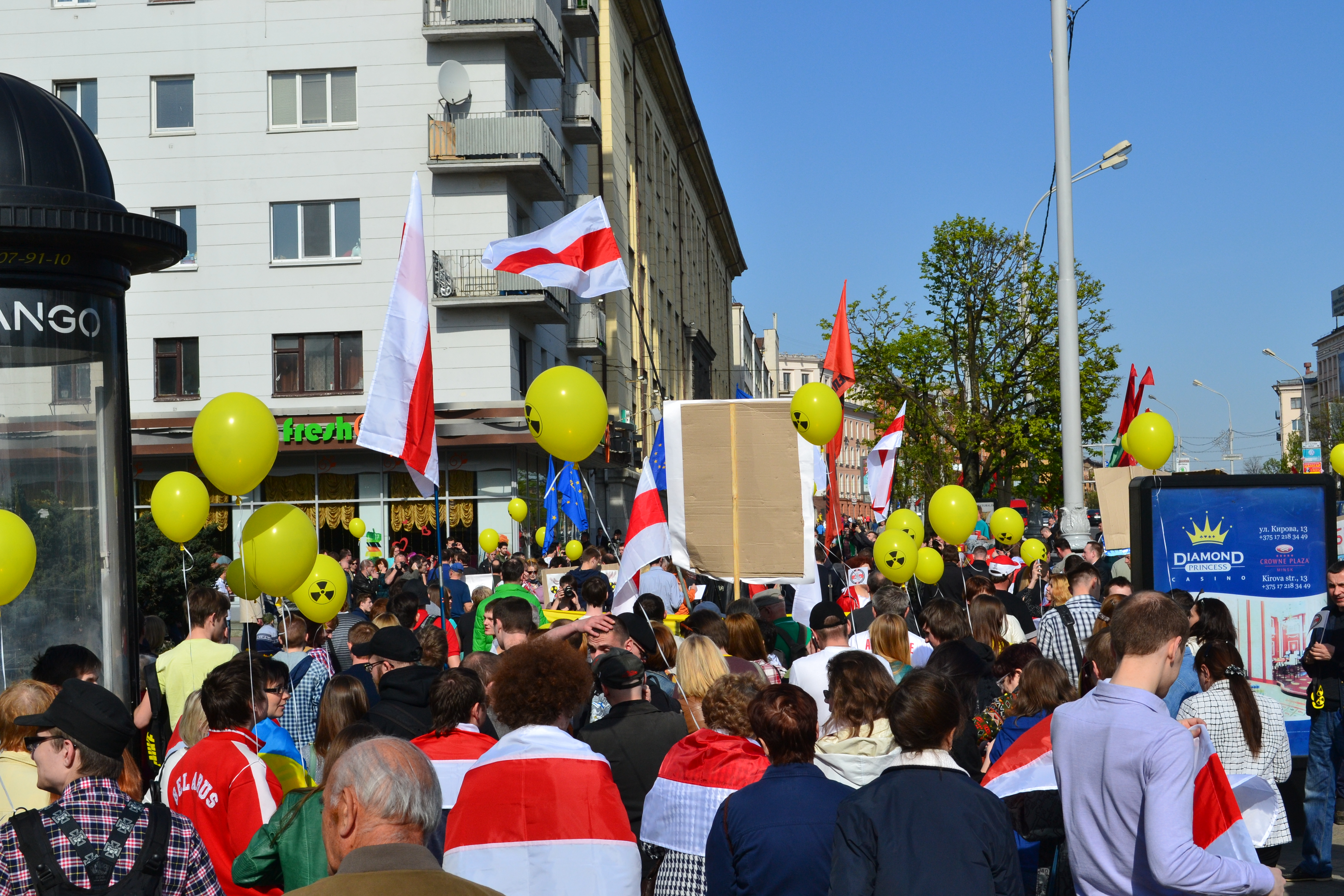
Митинг на Чернобыльский шлях

### 2001
26 апреля 2001 года в Минске четыре тысячи митингующих собралось у площади Свободы, затем они шли к Академии наук, заняв несколько полос на проспекте Независимости. Очевидцы отмечали, что было много молодых людей «в штатском» и подозрительно мало милиции в форме. Также акции прошли в Могилеве, Мозыре, Барановичах, Слониме, Бресте, Борисове, Гомеле, Солигорске.

### 2002
Акция 26 апреля 2002 года в Минске началась с митинга на площадке у Академии наук. В руках демонстранты держали транспаранты «Чернобыль — наша общая боль», «Дзеля будучыні», «Акупацыя, Чарнобыль, Лукашэнка — адна бяда», «Дайце лекі інвалідам Чарнобыля», «Русіфікацыя — духоўны Чарнобыль» и другие плакаты с траурной символикой. После митинга участники акции заняли две центральные полосы проезжей части и под звон колокола двинулись в сторону площади Бангалор. Активисты молодёжного движения «Зубр» отказались идти «на болото», чтобы почтить память жертв Чернобыльской катастрофы. Акция завершилась молебном на пересечение улиц Сурганова и Куйбышева и прошла без происшествий. В ней приняло участие около трёх-четырёх тысяч человек.

### 2003
Акция прошла под девизом «Память ради будущего». Власти не дали разрешение на заявленный маршрут от площади Якуба Коласа до Оперного театра. Вместо этого они предложили демонстрантам пройти от Академии наук до площади Бангалор. Однако 26 апреля 2003 года несколько сотен человек собрались на площади Якуба Коласа. Колонна из ликвидаторов, представителей фонда «Детям Чернобыля», немецких ученых и других участников акции под бело-красно-белыми флагами с траурными лентами с образом «Матери Божьей Чернобыльской» и Чернобыльским колоколом двинулась к Академии наук. Там состоялся митинг. После него участники акции прошли по проспекту Скорины (Независимости), улице Сурганова до перекрестка с улицей Беды. Здесь состоялась траурная церемония, которая длилась несколько минут. Под звуки колокола участники акции, многие из которых держали зажжённые свечи, почтили память жертв чернобыльской катастрофы. Акция прошла без задержаний. В ней приняло участие около трёх тысяч человек.

### 2004
Власти запретили оппозиции провести митинг и шествие в центре Минска. Вместо этого они предложили только митинг в парке Дружбы народов. Однако 26 апреля 2004 года участники акции собрались на площади Якуба Коласа. Когда они двинулись к улице Веры Хоружей, дорогу им преградил ОМОН. Произошли стычки. Некоторые демонстранты получили травмы. После переговоров с милицией организаторы акции повели колону к площади Бангалор. Развернув бело-красно-белые флаги, скандируя «Жыве Беларусь!» демонстранты дошли до парка Дружбы народов. Шествие, которое возглавила молодежь из «Молодого фронта», продолжалось полтора часа в сопровождении милиции. В акции приняло участие около 1,5 тысячи человек. На следующий день двое организаторов «Чернобыльского шляха» получили штраф и «сутки» за несанкционированную акцию.

### 2005
Оппозиция решила отказаться от традиционного «Чернобыльского шляха» в центре Минска и призвала собраться у Национального академического театра им. Янки Купалы, чтобы передать петицию в Администрацию президента. В ней общественность требовала отселить людей из сильно загрязнённых территорий, обеспечить инвалидов Чернобыля лекарствами и лечением и прочее. Собрав несколько сотен подписей под обращением к Александру Лукашенко, активисты оппозиции Дмитрий Дашкевич и Марина Богданович отправились передавать документ в Администрацию президента, которая была оцеплена милицией. Их пропустили через кордон. В это время около 150 участников акции устроили импровизированный митинг. После него к району проведения акции подъехали два автобуса с сотрудниками ОМОНа. Они стали оттеснять собравшихся на проспект, начались потасовки. Около ресторана «Печки-лавочки» группа ОМОНовцев жестоко избила около 10 человек, которых затем увезли в неизвестном направлении. Всего 26 апреля было задержано более 30 человек, в том числе активисты из России и с Украины. Впоследствии они были осуждены к административному аресту и объявили голодовку.

### 2006
Акция прошла на фоне репрессий после президентских выборов. Власти разрешили митинг у Академии наук и шествие до площади Бангалор. Оппозиция планировала собраться на Октябрьской площади, но она была оцеплена милицией. Часть демонстрантов стянулась к цирку и двинулась к Академии наук, где их ждали другие участники акции. По ходу шествия милиция постоянно через мегафоны угрожала привлечь участников «несанкционированной акции» к ответственности, однако число демонстрантов постоянно росло. Несколько тысяч людей скандировали «Свободу!» и «Жыве Беларусь!». У Академии наук состоялся митинг. Люди держали в руках транспаранты «У Беларуси две беды — Чернобыль и Лукашенко», «Нас убивает радиация и диктатура», «Остановим диктатуру!», «Мы хочам быць здаровымі!», «Чарнобыль — наш боль», «Не бойся! Стань побач! Разам мы — сіла!».После митинга колонна демонстрантов двинулась в сторону площади Бангалор. Количество участников шествия оценивается в 10 тысяч человек. В парке Дружбы народов состоялся митинг. В ходе и после окончания «Чернобыльского шляха» было задержано несколько человек, в том числе граждане Украины.

### 2007
Власти разрешили участникам акции идти по тротуарам от Академии наук до площади Бангалор. Однако часть демонстрантов собралась на площади Якуба Коласа и оттуда двинулась к санкционированному месту сбора. Милиция не препятствовала. Тем временем у Академии наук собралось несколько тысяч участников акции. Они держали флаги Евросоюза, бело-красно-белые полотнища. На колонны здания повесили растяжку с лозунгом «Свободу Александру Козулину». Кто-то держал плакат с надписью «Остановить производство радиоактивных продуктов». Сотрудники милиции не дали провести митинг возле здания президиума Национальной академии наук. У организаторов забрали аппаратуру, мотивируя это тем, что горисполком разрешил провести митинг в парке Дружбы народов. Колонна участников акции направилась к площади Бангалор, скандируя «Жыве Беларусь!» и другие лозунги. В парке Дружбы народов прошёл митинг. Участники акции приняли резолюцию, в которой в том числе потребовали вернуть все льготы чернобыльцам, отменённые в 2007 году. По окончании митинга произошла стычка с милицией. Было задержано около 20 человек. Впоследствии они были отпущены из милиции без составления протоколов. За «Чернобыльским шляхом» наблюдали зарубежные дипломаты — послы Германии, Великобритании, Польши, Румынии и США. Общее количество участников акции оценивается в 8-10 тысяч человек.

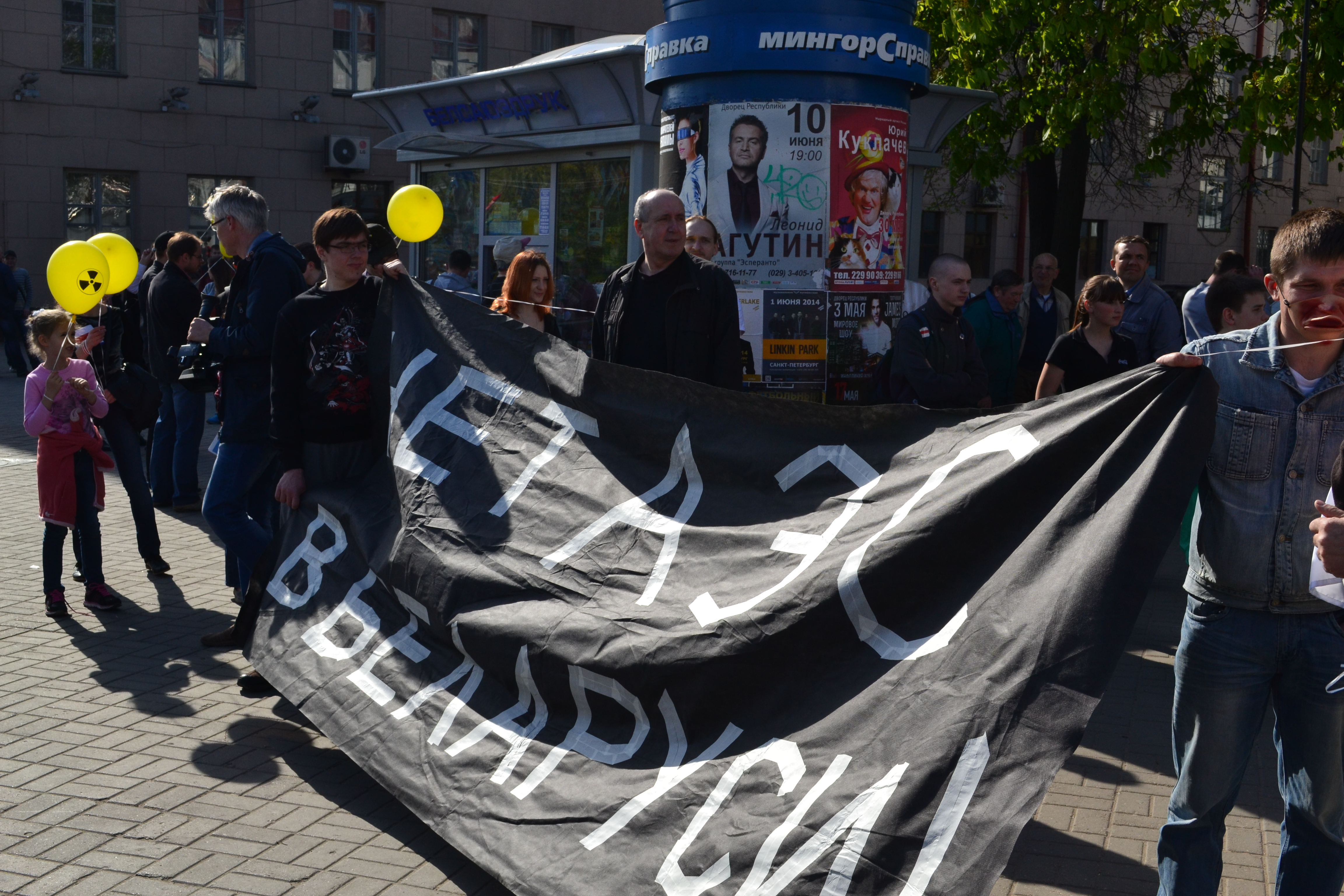
Участники акции держат плакат «Нет АЭС в Беларуси»

### 2008
В 2008 году белорусское руководство приняло политическое решение о строительстве собственной атомной электростанции, поэтому тема протеста против строительства АЭС начинает доминировать во время «Чернобыльского шляха». Организованной группой в акции активное участие приняли анархисты. Они развернули растяжки «Атомная энергия — это тупик» и «Мы против ядерного реактора» и скандировали лозунг «Атом мирным не бывает!». Шествие прошло по ставшему традиционным маршруту от Академии наук до площади Бангалор. По пути демонстранты скандировали: «Жыве Беларусь!», «Верым, можам, пераможам!», "Нет АЭС!"Акция завершилась без происшествий молитвой у Чернобыльской часовни. В ней приняло участие около двух тысяч человек.

### 2009
Акция была немногочисленной. Она началась с митинга у Академии наук. Выступавшие вспоминали жертв Чернобыльской катастрофы, говорили о том, что власти скрывают последствия аварии, выступали против строительства АЭС в Беларуси. Демонстранты держали в руках транспаранты: «Мы против ядерного реактора», «Альтернатива есть», «Нет заводу ядохимиктатов в 25 км от Минска» и прочие плакаты. Затем участники акции перешли на другую сторону проспекта, к кинотеатру «Октябрь», чтобы оттуда начать шествие к Чернобыльской часовне по маршруту: проспект Независимости — площадь Якуба Коласа — улицы Хоружей, Богдановича, Кульман, Карастояновой. Однако поскольку он не был санкционирован, дорогу им преградили несколько кордонов милицейского спецназа. Организаторы акции пытались убедить милицию пропустить собравшихся, но безрезультатно. В итоге было принято решение отправиться по маршруту, предложенному горисполкомом: улицам Хмельницкого, Сурганова до площади Бангалор, где расположена Чернобыльская часовня. Группа активистов объединения «Молодая Беларусь» отказалась от участия в шествии. Как заявил лидер организации Артур Финькевич, «ходить на Бангалор по задворкам бессмысленно». Чуть позже от участия в шествии отказалась также группа анархистов с барабанами и c черно-красными флагами. До часовни дошли примерно 400 человек. На траурном митинге выступил сопредседатель оргкомитета по созданию партии «Белорусская Христианская демократия» Павел Северинец, назвавший аварию на ЧАЭС знаковым событием, которое стало предвестником разрушения «советского режима, империи зла». Участники митинга помолились за всех жертв Чернобыля и тех, кто живёт на загрязнённых территориях. Акция завершилась исполнением гимна «Магутны Божа» и прошла без задержаний. Общее количество участников оценивается в тысячу человек. «Чернобыльский шлях», по мнению экспертов, начинает приобретать ритуальный характер.

### 2010
В год президентских выборов организаторы решили отказаться от партийной символики во время мероприятия. За несколько часов до начала «Чернобыльского шляха» площадку возле Академии наук оградили металлическими турникетами. В итоге там собралось лишь около ста человек. Они держали растяжку «Чарнобыльскі шлях-2010» и бело-красно-белые флаги с траурными ленточками. На импровизированном митинге выступил бард Андрей Мельников, исполнивший две песни, посвящённые Чернобылю. Затем организаторы акции провели перфоманс, в ходе которого было растоптано «чучело Чернобыля» в виде свиньи. После перфоманса примерно 1,5 тысячи человек выстроились в колонну и направились по согласованному маршруту до парка Дружбы народов. Возглавляющие колонну демонстранты несли икону «Матери Божьей Чернобыльской» и колокол. Шествие завершилось минутой молчания и молитвой у Чернобыльской часовни. Акция прошла без задержаний.

### 2011
В 2011 году организаторы «Чернобыльского шляха» решили не вступать в конфронтацию с властями и согласились на митинг в парке Дружбы народов. Площадка для митинга была ограждена турникетами. Милиция тщательно досматривала всех участников акции. В ходе митинга его участники приняли три резолюции. Они потребовали немедленно прекратить все политически мотивированные процессы, связанные с декабрьскими событиями 2010 года в Минске, а также освободить всех задержанных. Вторая резолюция касалась возвращения социальных льгот участникам ликвидации аварии на Чернобыльской АЭС. Третья резолюция касалась недопущения строительства АЭС в Беларуси. Митинг завершился молитвой у Чернобыльской часовни. Общее количество участников акции оценивается в 500 человек. Мероприятие прошло без задержаний.

### 2012
Участники акции собрались у Академии наук. Представители гражданской кампании «Говори правду» на месте сбора провели акцию под названием «Хочешь сладкого? Попробуй, если не боишься». Они развернули маленький столик, выложили на него конфеты, батон и пластиковые бутылки со сгущёнкой. Активисты кампании объясняют, что эти продукты производятся на загрязнённой после аварии на ЧАЭС территории и употреблять их, по крайней мере, рискованно. Затем колонна начала движение до площади Бангалор. Количество участников шествия оценивается в тысячу человек. По ходу движения демонстранты скандировали «Жыве Беларусь!», «Верым! Можам! Пераможам!», а также «Нет АЭС в Беларуси!». Когда хвост колонны проходил около торгового центра «Рига», неизвестные молодые люди сломали древки двух флагов, которые принесли ЛГБТ-активисты, и попросили представителей сексменьшинств перейти из середины колонны в её хвост. В парке Дружбы народов состоялся митинг, после чего участники акции возложили цветы к Чернобыльской часовне. «Чернобыльский шлях-2012» прошёл под знаком требования отмены строительства островецкой АЭС. Однако помимо экологической темы на акции поднимались и другие актуальные вопросы, главный из которых — освобождение политзаключённых. После акции было задержано 40 человек, в том числе восемь активистов молодёжного крыла российской партии «Яблоко». Впоследствии россияне были отпущены из милиции, а белорусские активисты получили административный арест.

### 2013
«Чернобыльский шлях» начался с превентивных задержаний. На выходе из дома были задержаны экологи Ирина Сухий, Ольга Коновалова, Василий Семенихин и Константин Кириленко. Антиядерный активист Татьяна Новикова была заблокирована в своей квартире. В Островце был задержан лидер Объединённой гражданской партии Анатолий Лебедько, а по дороге в Минск — его соратник, координатор общественной кампании «Островецкая атомная — это преступление!» Николай Уласевич. Тем не менее, к вечеру на площадке перед кинотеатром «Октябрь» собралось около 300 человек. Участники акции держали флаги кампании «Говори правду» и её общественной инициативы «Гражданский договор», флаги Партии БНФ, а также бело-красно-белые флаги. Некоторые демонстранты держали транспаранты «В Беларуси две беды: нет второму Чернобылю, диктатора под суд», «Оппозиция? Где мой Спартак?», «Островец = Чернобыль», «Цена АЭС — наши жизни», «Нет — освоению чернобыльских земель!». Затем колонна двинулась к парку Дружбы народов. В голове колонны участники акции несли Чернобыльский колокол. Часть демонстрантов периодически скандировала «Жыве Беларусь!» и «Верым! Можам! Пераможам!». Количество участников акции увеличилось до 700 человек. В парке Дружбы народов состоялся митинг. Площадка для него было огорожена турникетами, поэтому большинство участников акции слушали выступающих за ограждениями. После короткого митинга участники акции возложили цветы к Чернобыльской часовне. После акции было задержано не менее десяти участников, в том числе журналисты «Радыё Рацыя». Впоследствии они были осуждены к административным арестам. Превентивно задержанные экологи и оппозиционные политики были отпущены на свободу. Главное требование «Чернобыльского шляха-2013» — отмена строительства АЭС.

### 2014
Организаторы планировали шествие от кинотеатра «Октябрь» до Куропат и митинг в урочище, а также антиядерный митинг в парке Дружбы народов. Однако городские власти запретили проводить акцию в таком формате, предложив организаторам «классический» маршрут, на который те вынуждены были согласиться. Участники акции собрались на площадке перед кинотеатром «Октябрь» с национальными бело-красно-белыми флагами, флагами партий и общественных организаций, а также транспарантами с лозунгами «За незалежную Беларусь», «Чарнобыль — наш боль. Мы памятаем», «Нет АЭС», «Свабоду палітвязню Яўгену Васьковічу» и другими плакатами. Затем колонна двинулась до парка Дружбы народов. Участники шествия скандировали не только «Жыве Беларусь!» и «Нет — АЭС», но и «Слава Украине — героям слава!». По разным оценкам, в шествии участвовало от 500 до 700 человек. В парке Дружбы народов состоялся митинг. После него участники акции возложили цветы к Чернобыльской часовне. После акции было задержано около 10 человек. Впоследствии они были осуждены к административным арестам.

### 2015
Под лозунгами «Нет российской ядерной угрозе» и «Свободу Кириллу Силивончику» в Минске прошёл «Чернобыльский шлях — 2015». Традиционное шествие оппозиции в 29-ю годовщину катастрофы на Чернобыльской АЭС собрало около 500 человек.

### 2016
В этот раз милиция оцепила металлическими ограждениями место сбора участников, отделив его от проспекта Независимости. Заблокирован проход на площадку на втором этаже кинотеатра «Октябрь». Митингующие собрались возле кинотеатра «Октябрь». На акцию приехали лидеры оппозиции: Николай Статкевич, Владимир Некляев, Виталий Рымашевский, Павел Северинец, Алесь Беляцкий,Татьяна Короткевич, Юрий Губаревич, Александр Милинкевич, Анатолий Лебедько и др. В 18:20 Активисты с растяжкой «Астравец — другi Чарнобыль» вышли за ограждение и стали у проезжей части, сотрудники милиции просят их и организаторов акции вернуться к месту сбора. Они в ответ говорят, что никому не мешают. В 18:35 протестующие пошли по направлению к улице Сурганова. В 18:40 участники акции подошли к улице Сурганова, направляются к площади Бангалор. Впереди колонны люди поют «Пагоню» Максима Богдановича. Все скандируют «Жыве Беларусь!»,"Не — АЭС у Беларуси!" и «Атом мирным не бывает». В 20:00 колонна подошла к месту проведения митинга — чернобыльской каплице. Здесь около трёх десятков сотрудников ОМОНа досматривают приходящих. Место огорожено. Из толпы кричат: «В загон не пойдем». Организаторы зовут людей к каплице, но особого энтузиазма нет. Досмотр сотрудников милиции прошли несколько десятков человек, большинство же осталось за ограждением — колонна остановилась. Впоследствии митинг у каплицы решили не проводить. Вместо этого организаторы возложили цветы к чернобыльской каплице. Митинг решили закончили минутой молчания у милицейских пунктов пропуска, после неё митингующие пели молитву «Магутны Божа», а дальше стали расходиться. Акция должна была завершиться в 21.00. Однако мероприятие закончилось раньше — около 20.30. Всего в шествии участвовало около 700 человек, Нобелевского лауреата Светланы Алексиевич, согласившейся ранее стать почетным председателем оргкомитета, среди них не было.

### 2017
Акция «Чернобыльский шлях» 26 апреля была разрешена Минским городским исполнительным комитетом. Заявителями ЧШ-2017 стали представители «Зелёных», БНФ, движение «За свободу», БХД и «Говори правду». Кроме них в оргкомитет вошли также ОГП и движение «Разам».
Начало акции планировалось около Оперного театра, затем шествие должно было пройти до площади Бангалор к чернобыльской часовне. Власти санкционировали только традиционное место сбора у Академии наук и назначили время на 14.00. Оппозиция согласилась на перенос места сбора, но назвала «издевательством» назначение начала акции на рабочее время в будний день. В итоге Мингорисполком дал разрешение на сбор в 18.00.
На акции присутствовали лидеры БХД Павел Северинец и Виталий Рымашевский, руководитель движения «За свободу» Юрий Губаревич, лидеры партий БНФ Алексей Янукевич и ОГП Анатолий Лебедько. Всего в акции участвовало 450—600 человек. Милиция выборочно досматривала рюкзаки.
В 18:20 колонна начала движение к площади Бангалор. После шествие объединилась с митингующими из партии КХП-БНФ, которые проводили свою акцию в Киевском сквере и которые также получили разрешение Мингорисполкома. Митинг закончился в 20 часов. Участники приняли резолюцию, которая содержала требования остановки строительства АЭС в Островце, остановки освоения чернобыльских земель и промышленного производство продуктов питания на них и возобновление программы социальной защиты ликвидаторов аварии на ЧАЭС.